# Concerto cho piano số 6 (Mozart)
Concerto cho piano số 6 cung Si giáng trưởng, K. 238 là một tác phẩm được sáng tác bởi Wolfgang Amadeus Mozart vào tháng 1 năm 1776. Bản Concerto số 7 (K. 242) cho ba đàn piano và bản Concerto số 8 (K. 246) cung Đô trướng của ông lần lượt ra mắt trong vòng ba tháng sau đó. Ba tác phẩm đã thể hiện những gì Cuthbert Girdlestone gọi là phong cách âm nhạc galant.

## Cấu trúc
Tác phẩm được viết theo cấu trúc 3 chương:
1. Allegro aperto
2. Andante un poco adagio
3. Rondeau : Allegro

Tác phẩm được sáng tác cho hai sáo flute, hai kèn oboe, hai kèn cor, piano độc tấu và dàn nhạc dây. Đây là một tác phẩm có cấu trúc đơn giản từ thời kỳ đầu trong sự nghiệp của Mozart. Thư viện Quốc hội Hoa Kỳ hiện đang nắm giữ bản viết tay của tác phẩm. Mozart đã có ý định xuất bản tác phẩm sau khi ông viết nó, nhưng cuối cùng bản concerto không được in ra cho đến năm 1793, sau khi ông qua đời. Tuy nhiên, ông đã từng biểu diễn tác phẩm ở München vào năm 1777, và ở Augsburg vào ngày 22 tháng 10 năm 1777. Học trò của ông là Rose Cannabich đã biểu diễn tác phẩm ở Mannheim vào ngày 13 tháng 2 năm 1778. Angela Hewitt cho rằng buổi công diễn đầu tiên của tác phẩm có lẽ là đánh ở đàn harpsichord chứ không phải đàn fortepiano.

## Âm nhạc
Chương đầu tiên được viết ở hình thức sonata, với tốc độ là Allegro aperto. "Aperto" theo nghĩa đen có nghĩa là "mở", một thuộc tính thường được sử dụng trong các bản concerto đầu tiên của Mozart, và mặc dù chưa rõ ý nghĩa chính xác mà Mozart dự định, nhưng nó truyền tải "sự rạng rỡ và vui tươi", như nghệ sĩ piano Angela Hewitt nhấn mạnh. Phần phát triển mang một tập hợp âm rải ở âm giai thứ tự nhiên và các quãng tám rời trong đàn piano, tương phản với "những quãng âm rầu rĩ" của kèn oboe. Chính trong quá trình phát triển, và chỉ ở đó, Girdlestone cho rằng chương nhạc "cho chúng ta cái nhìn thoáng qua về Mozart thực sự", vì phần tái hiện thể hiện "tính khí tốt bụng, quý phái" khi mở đầu chương. Mozart còn viết một đoạn cadenza ngắn ở cuối bài.
Chương thứ hai viết ở cung Mi giáng trưởng và mang nhịp Andante un poco adagio. Ông đã cho hai sáo flute thay thế cho oboe của chương đầu tiên. Âm nhạc mang tính chất đơn giản và nhẹ nhàng. Hewitt tìm thấy các yếu tố của chương này trong Concerto số 21, K. 467: "áp dụng phần đệm chùm ba, đàn dây giảm âm và âm trầm pizzicato". Bà nhấn mạnh "tác dụng tuyệt vời của chiaroscuro" bằng cách chuyển đổi giữa giọng trưởng và giọng thứ, một kỹ thuật sáng tác được áp dụng trong nhiều tác phẩm sau này của Mozart.
Trong chương cuối cùng mang hình thức Rondeau, kèn oboe quay trở lại thay thế flute, nhưng kèn cor lại có sự nổi bật hơn. Hewitt thuật lại rằng Mozart đã từng nhờ chị gái nhắc nhở bản thân "hãy giao cho những chiếc kèn trong dàn nhạc một việc gì đó đáng làm". Kèn cor đã góp phần tạo nên tính chất giống như một điệu khiêu vũ của chương nhạc này. Một chủ đề mang giọng Sol thứ được gọi là "một trang thực sự điêu luyện của bản concerto, đòi hỏi một số thao tác ngón tay theo phong cách Baroque rất nhanh nhẹn".  Mozart đã viết một đoạn cadenza ngắn khác, với những đoạn nghỉ mà nghệ sĩ độc tấu vẫn phải ứng biến.